# 坂本竜太
坂本 竜太（さかもと りゅうた、1964年9月8日 - ）は、日本のベーシスト、作曲家。神奈川県出身。

## 略歴
水樹奈々、スガシカオなど多数のアーティストのサポートベーシストとして活動する傍ら、北島健二、岡崎敏之らと結成したギターバンドgomや木梨憲武率いるあじさいに参加、現在は自己のバンドSPICY KICKIN'やギターの荻原亮とのユニットDos Lunaで定期的にLiveやツアーを行うなどして精力的に活動している。2011年1月デビューして間もないころ世話になった指揮者の藤野浩一とNANA MIZUKI LIVE GRACE -ORCHESTRA-にて共演する。本業はベースだがNANA MIZUKI LIVE MUSEUMではエレキギターのソロ演奏を披露したり、MCだけでライヴイベントに出演する事もある。
2025年5月25日、公式サイト及びX（旧Twitter）を更新し、現在病気を患っていることを明かした。翌26日に開催されるライブ出演を以って暫く活動を休止して治療に専念することを発表した。

## ディスコグラフィ

### ソロアルバム
- Kool maD Groove（2008年6月18日、Mocloud Records）

### 参加ユニットのアルバム
SPICY KICKIN'
- SPICE in SPACE（2009年2月18日、Mocloud Records）
- TRANSIT（2011年3月9日、Village Again Associatio）
- Find New Days（2015年6月24日、エレクトリック・バード）

Dos Luna
- Primero（2011年1月10日、Mocloud Records）
- SEGUNDO（2011年9月28日、Village Again Association）
- Tercero（2017年5月23日、FAST RECORDS）
- CUARTO（2020年9月、FAST RECORDS）

## 主な参加バンド・ユニット
- SPICY KICKIN'
- Dos Luna
- BE-BROTHERS
- KOOLOON
- Yokohama Connection
- ALIENS ARE...
- cherry boys
- あじさい
- gom
- yarah-noo

など

## 主なサポートアーティスト
あ行
伊東たけし / 織田裕二 / m.c.A・T
か行
神崎ひさあき / 北島健二 / 工藤静香/ 木梨憲武
さ行
ジャンク フジヤマ / スガシカオ / 鈴木雅之
た行
T-SQUARE Plus / 寺田恵子
は行
PUFFY / 春畑道哉 / V6 / hitomi
ま行
水樹奈々 / MUSTERS OF FUNK
や行
矢井田瞳
など

## ライブ参加
- 水樹奈々
  - 『LIVE SENSATION』（2003年）
  - 『LIVE SKIPPER COUNTDOWN』（2003年 - 2004年）
  - 『LIVE SPARK』（2004年）
  - 『LIVE RAINBOW』（2004年 - 2005年）
  - 『LIVEDOM BIRTH』（2006年）
  - 『Animelo Summer Live 2006』（2006年）
  - 『LIVE UNIVERSE』（2006年）
  - 『LIVE MUSEUM』（2007年）
  - 『Animelo Summer Live 2007』（2007年）
  - 『LIVE FORMULA』（2007年 - 2008年）
  - 『LIVE FIGHTER〜BLUE & RED SIDE〜』（2008年）
  - 『LIVE FEVER』（2009年）
  - 『LIVE DIAMOND』（2009年）
  - 『LIVE ACADEMY』（2010年）
  - 『LIVE GAMES 〜RED STAGE〜』（2010年）
  - 『Animelo Summer Live 2010』（2010年）
  - 『NANA MIZUKI LIVE GRACE -ORCHESTRA-』（2011年）
- スガシカオ

他多数